# Kultura Beldibi
Kultura Beldibi – kultura mezolityczna z terenu południowej Anatolii. Nazwa pochodzi od stanowiska eponimicznego w jaskini Beldibi.
Pojawia się po prawdopodobnie krótkim okresie opuszczenia terenu Pamfilii następującym po występowaniu tam kultury Belbaşi.
Wyróżniono w niej dwie fazy: "C" i "B".
W fazie "C" dominuje przemysł kamienny z tylczakami i półksiężycowatymi mikrolitami. Licznie występują również kamienne wiórki, nieliczne noszą ślady tzw. wyświecenia powstającego podczas ścinania traw bądź dzikich zbóż. Odnaleziono również kamienne rozcieracze co wskazuje na zbieranie dzikich zbóż przez ówczesnych mieszkańców Beldibi. Narzędzia tej fazy przypominają natufijskie z jaskini El Uad.
W fazie "B" nie zachodzą żadne znaczące zmiany w przemyśle kamiennym. Tryb życia ludności kultury Beldibi pozostaje myśliwsko-zbieracki, jednak w najwyższych warstwach pojawia się prymitywna ceramika sporządzana z czerwonej gliny schudzanej sieczką niezbyt dobrze wypalona. Ścianki są cienkie (1-1,5 cm), dominują małe miski. Występują też pękate dzbany z wygładzonym wylewem. Pojawienie się ukształtowanej już ceramiki bez śladów wcześniejszych prób wskazuje na import z innych terenów Anatolii i próby miejscowego naśladownictwa. Na utrzymywanie kontaktów z innymi rejonami Anatolii świadczą również narzędzia z obsydianu sprowadzanymi aż z Çiftlik. Tę fazę kultury datowano na ok. 7 tys. p.n.e.